# Sal Glacier
Sal Glacier är en glaciär i Antarktis. Den ligger i Östantarktis. Norge gör anspråk på området. Sal Glacier ligger 1 364 meter över havet.
Terrängen runt Sal Glacier är varierad. Trakten är obefolkad. Det finns inga samhällen i närheten. 